# Manukmulia
Manukmulia of Manuk Mulia is een bestuurslaag in het regentschap Karo van de provincie Noord-Sumatra, Indonesië. Manukmulia of Manuk Mulia telt 435 inwoners (volkstelling 2010).